# Loaded (album)
Pour les articles homonymes, voir Loaded.
Albums de The Velvet Underground
The Velvet Underground
(1969) Live at Max's Kansas City
(1972)
Loaded est le quatrième album du groupe de rock américain The Velvet Underground, sorti en 1970. Lou Reed quitte le groupe peu après la diffusion de l’album, prétextant qu’il a été modifié sans son consentement par Steve Sesnick, leur manager embauché trois ans plus tôt pour remplacer Andy Warhol. Sterling Morrison et Moe Tucker, les deux autres fondateurs du groupe encore présents ne tardent pas à le suivre. Par ce fait, on considère souvent Loaded comme le dernier véritable album du Velvet Underground.
L’album, plus commercial que les précédents, contient deux classiques du Velvet Underground : Sweet Jane, avec son intro légendaire, et Rock and Roll, où Lou Reed rend hommage au rock à travers Jenny, petite fille de cinq ans à qui « voyez vous, le rock'n roll a sauvé la vie ».
Maureen Tucker, enceinte au moment de l’enregistrement, est remplacée par d'autres musiciens (dont Billy Yule, le frère de Doug). De plus, beaucoup des chansons sont interprétées par Doug Yule en raison des problèmes de voix rencontrés par Lou Reed pendant l'enregistrement, particulièrement perceptibles sur des titres comme Cool It Down, Head Held High ou Train Round the Bend.
Bien qu'il ait officiellement quitté le groupe deux ans plus tôt, John Cale est crédité sur le titre Ocean, disponible sur la réédition de l'album.

## Titres
Toutes les chansons sont de Lou Reed, sauf indication contraire.

### Album original

#### Face A
1. Who Loves the Sun - 2:45
2. Sweet Jane - 3:55
3. Rock and Roll - 4:47
4. Cool It Down - 3:05
5. New Age - 5:20

#### Face B
1. Head Held High - 2:52
2. Lonesome Cowboy Bill - 2:48
3. I Found a Reason - 4:15
4. Train Round the Bend - 3:20
5. Oh! Sweet Nuthin' - 7:23

### Fully Loaded
Loaded a été réédité chez Rhino Records en 1997 sous la forme d'un double album comportant de nombreux titres inédits : démos, prises alternatives, chansons laissées de côté (dont certaines, comme Ocean, Satellite of Love, Sad Song ou encore Ride into the Sun, ont par la suite été reprises par Lou Reed en solo).

#### Disque 1
1. Who Loves the Sun - 2:45
2. Sweet Jane - 4:06
3. Rock and Roll - 4:43
4. Cool It Down - 3:04
5. New Age - 5:07
6. Head Held High - 2:56
7. Lonesome Cowboy Bill - 2:43
8. I Found a Reason - 4:15
9. Train Round the Bend - 3:21
10. Oh! Sweet Nuthin' - 7:25
11. Ride into the Sun (Reed, Cale, Morrison, Tucker) - 3:20
12. Ocean - 5:43
13. I'm Sticking with You (démo) - 3:06
14. I Love You (démo) - 2:03
15. Rock and Roll (autre mix) - 4:41
16. Head Held High (autre mix) - 2:15

#### Disque 2
1. Who Loves the Sun (autre mix) - 2:59
2. Sweet Jane (démo) - 5:22
3. Rock and Roll (démo) - 4:45
4. Cool It Down (démo) - 4:14
5. New Age (version longue) - 5:44
6. Head Held High (démo) - 2:48
7. Lonesome Cowboy Bill (autre prise) - 3:14
8. I Found a Reason (démo) - 3:16
9. Train Round the Bend (autre mix) - 4:36
10. Oh! Sweet Nuthin' (démo) - 4:04
11. Ocean (démo) - 6:27
12. I Love You (démo) - 2:51
13. Satellite of Love (démo) - 3:13
14. Oh Gin (démo) - 2:54
15. Walk and Talk It (démo) - 2:47
16. Sad Song (démo) - 3:43
17. Love Makes You Feel (Ten Feet Tall) (démo) - 4:09

## Musiciens

### The Velvet Underground
- Lou Reed – chant, guitare, piano
- Doug Yule – chant, clavier, guitare, basse, batterie,
- Sterling Morrison – guitare
- Maureen Tucker – percussions, chant

### Autres musiciens
- Adrian Barber – batterie
- Tommy Castanaro – batterie
- Billy Yule – batterie

## Production
- Geoff Haslam, Shel Kagan et The Velvet Underground – production
- Adrian Barber – ingénieur du son, production (démos)